# Sergejs Žoltoks
Sergejs Žoltoks (Riga, 2 dicembre 1972 – Minsk, 3 novembre 2004) è stato un hockeista su ghiaccio lettone.

## Carriera
La sua carriera è iniziata con la Dinamo Riga nella stagione 1990/91. L'anno seguente ha giocato con il Pārdaugava Rīga. È approdato quindi in AHL nella stagione 1992/93 con i Providence Bruins, prima di accedere in NHL con i Boston Bruins, in cui ha militato per due periodi tra il 1993 ed il 1994.
Nelle stagioni 1995/96 e 1996/97 ha giocato in IHL con i Las Vegas Thunder. Ha fatto quindi ritorno in NHL con gli Ottawa Senators (1996-1998) e poi con i Montreal Canadiens (1998/99). Negli anni seguenti ha giocato con Fredericton Canadiens (AHL) e Quebec Citadelles (AHL), prima di rimanere ai Montreal Canadiens (NHL) nelle stagioni 1999/2000 e 2000/01.
Le ultime sue stagioni in NHL lo hanno visto indossare le maglie di Edmonton Oilers (2000/01), Minnesota Wild (2001-2004) e Nashville Predators (2003/04).
Nella stagione 2004/05 ha ottenuto sei presenze nella BXL con l'HK Riga 2000. Il 3 novembre 2004, durante la partita contro l'HC Dinamo Minsk, ha accusato un malore dovuto a un'aritmia, morendo dopo essere uscito dal campo, poco prima della fine della partita stessa. Aveva 31 anni.
Con la nazionale giovanile sovietica ha conquistato una medaglia d'argento ai mondiali di categoria nel 1991. Nell'edizione 1992 dei campionati giovanili ha invece conquistato una medaglia d'oro in rappresentanza della CSI.
Con la nazionale lettone ha preso parte a cinque edizioni dei campionati mondiali (1997, 1999, 2001, 2002 e 2004).